# Сянчжоу (Чжухай)
Сянчжо́у (кит. упр. 香洲, пиньинь Xiāngzhōu) — район городского подчинения городского округа Чжухай провинции Гуандун (КНР).

## История
После того, как в 214 году до н. э. эти земли вошли в состав империи Цинь, они стали частью уезда Паньюй. Во времена империи Хань в 201 году до н. э. из уезда Паньюй был выделен уезд Цзэнчэн. Во времена империи Цзинь в 331 году из уезда Цзэнчэн был выделен уезд Баоань (宝安县). Во времена империи Тан уезд Баоань был в 757 году переименован в Дунгуань. Во времена империи Сун в 1152 году из уезда Дунгуань был выделен уезд Сяншань (香山县).
15 апреля 1925 года уезд Сяншань был переименован в Чжуншань.
Войсками коммунистов материковая часть этих мест были заняты лишь на завершающем этапе гражданской войны, 30 октября 1949 года, а архипелаг Ваньшань и того позже: летом 1950 года. После вхождения этих мест в состав КНР был создан Специальный район Чжуцзян (珠江专区), и уезд Чжуншань вошёл в его состав. В 1952 году Специальный район Чжуцзян был расформирован, и уезд Чжуншань перешёл в состав Административного района Юэчжун (粤中行政区), при этом на стыке уездов Баоань, Дунгуань и Чжуншань 31 декабря 1952 года был создан уезд Юйминь (渔民县).
7 апреля 1953 года уезд Юйминь был переименован в Чжухай (珠海县). В 1955 году Административный район Юэчжун был упразднён, и уезд Чжухай перешёл в состав Специального района Фошань (佛山专区). 22 марта 1959 года уезд Чжухай был вновь присоединён к уезду Чжуншань, но уже 17 апреля 1961 года уезд Чжухай был воссоздан.
В 1965 году на стыке уездов Синьхуэй и Чжуншань был создан уезд Доумэнь.
В 1970 году Специальный район Фошань был переименован в Округ Фошань (佛山地区).
5 марта 1979 года уезд Чжухай был преобразован в городской уезд, а в ноябре того же года он был выведен из состава округа Фошань и подчинён напрямую властям провинции Гуандун.
В августе 1984 года на территории бывшего городского уезда Чжухай был создан район Сянчжоу.

## Административное деление
Район делится на 8 уличных комитетов и 6 посёлков.